# Elżbieta Kociołek-Balawejder
Elżbieta Aleksandra Kociołek-Balawejder – polska inżynier, dr hab. nauk technicznych, profesor nadzwyczajny i były kierownik Katedry Technologii Chemicznej Wydziału Inżynierii Produkcji Uniwersytetu Ekonomicznego we Wrocławiu.

## Życiorys
W 1977 ukończyła studia ekonomiki i organizacji przemysłu chemicznego w Akademii Ekonomicznej im. Oskara Langego we Wrocławiu, 12 czerwca 1986 obroniła pracę doktorską Synteza, badanie i modyfikacja kationitów styrenowo-diwinylobenzenowych zawierających siarkę w grupie funkcyjnej, 5 listopada 2003 habilitowała się na podstawie pracy zatytułowanej Usuwanie cyjanków, tiocyjanianów i siarczków z rozcieńczonych wodnych roztworów za pomocą N-halogenosulfonamidowych pochodnych kopolimeru styren/diwinylobenzen.
Piastuje stanowisko profesora nadzwyczajnego w Katedrze Technologii Chemicznej na Wydziale Inżynierii Produkcji Uniwersytetu Ekonomicznego we Wrocławiu.